# 樂翠
樂翠（英語：Lok Tsui，代號L20）是香港屯門區議會下轄的選區，1994年設立，2023年取消，末任區議員為民主黨成員盧俊宇。

## 範圍
樂翠選區位於屯門西部，是屯門區內面積最大的選區，可以分為兩部份，第一部份包括美樂花園、海翠花園及啟豐園，選區名稱亦從美樂花園、海翠花園取出第二個字而成；第二部份於2003年劃入，是為人口較少經龍門路、龍鼓灘路出入的鄉郊地區，以及屯門西面的龍鼓洲及沙洲。與其相連的選區有寶田、新景、龍門、富新、蝴蝶、湖景以及兆禧，當中北西南三面環海，以海路連接大嶼山及深圳灣等，同時以全港唯一連接大嶼山之海底隧道以致全新界區唯一之海底隧道——屯門赤鱲角隧道與離島區連接。
選區因應社區環境和人口分佈設有兩個投票站，由於區內屯門碼頭一帶沒有可供投票用的大型場地，部份選民須跨區至鄰近蝴蝶選區的香港路德會增城兆霖學校投票，另一個票站則設於龍鼓灘村公所。
在香港國際機場完成三跑擴建後，由於選區分界並無改變，原祗屬離島區的赤鱲角機場新建北跑道及客運廊有一半落入本區，為本選區甚至屯門區唯一的外飛地，而該部分在陸地上僅與離島區連接，成為2023年曾國衞大幅縮減民選區議員議席前本選區最後之新增土地。而與本選區赤鱲角機場開幕時的土地部份及港珠澳大橋香唯一港口岸填海之西半部就屬於離島區議會東涌北選區。

## 沿革
1993年港督彭定康推行政改方案改革區議會，取消所有委任議席及雙議席選區制度，全面實行單議席單票制，並改由選區分界及選舉事務委員會制定，區議會選區數目亦隨人口變動而大幅增加，樂翠選區是當時新增的選區之一，由美樂花園、海翠花園及啟豐園所組成。
1994年區議會選舉，港同盟匯點推薦的盧志雄以1,083票打敗得到783票的民主建港聯盟張國偉當選，其後港同盟匯點合併成立民主黨，盧志雄亦為創黨成員。
1999年區議會選舉，議席由民主黨時任立法會議員何俊仁與無黨派佘志強爭奪，結果何俊仁以約六成得票為民主黨保住本區議席。事實上當民主黨前身港同盟在屯門區的「三料議員」（即身兼區議會、區域市政局及立法局議員）吳明欽在1992年因血癌驟逝後，曾先後在香港島及九龍城參選的何俊仁被臨危授命，轉到屯門經營，但在為填補吳明欽立法局議席遺缺的補選，何卻敗於由原居民最大氏族屏山廈村鄧氏推舉的宗長鄧兆棠醫生（當屆選區範圍包括屯門及元朗），雖然何在1995年，均循屯門區的直選先後當選區域市政局及立法局議員，因應2000年取消兩個市政局下，需要取得區議會議席鞏固經營，亦為民主黨在之前勢力較弱的蝴蝶灣（後來被統稱為「屯門碼頭區」，屬民協地方實力派嚴天生和曾任一屆區議會主席的民建聯梁健文根據地）一帶建立橋頭堡，已為該黨領導核心的何俊仁因而選擇此區參選。
2003年區議會選舉，由於龍門選區人口過多，人口較少經龍門路、龍鼓灘路出入的鄉郊地區劃入樂翠選區，何俊仁以一千七百多票的差距擊敗民建聯候選人江志雄。2007年區議會選舉，民建聯提名李錦文參選，而何兩屆擊敗民建聯候選人，但差距收窄至六百票。
2011年區議會選舉，人民力量針對民主黨就2010年政改方案支持政府的決定，派出立法會議員陳偉業由荃灣區轉區參選狙擊何俊仁，親北京派則協調出退休警察沈錦添參選，競選期間沈錦添接受傳媒訪問時顯示他與張學明關係緊密（如無綫電視的星期二檔案拍得沈錦添借用張學明的議員辦事處存放選舉物品，而辦事處外貼滿沈的競選海報及工作報告，尤如沈個人的辦事處），張在助選時亦揚言「所有鄉事票過畀沈錦添」。最後何俊仁以1,876票當選，沈錦添得1,477票，人民力量的陳偉業只得303票。
2015年區議會選舉，本區為當屆其中一個候選人最多的選區，與鄰近的富新選區一樣出現六人角逐。選前民主黨有意派溫朗鈞接棒何俊仁，而2015年3月時任屯門鄉事委員會主席兼當然議員的前香港律師會會長何君堯，讓路予劉皇發，劉因而復任屯門鄉事委員會主席，成為新一屆屯門區議會當然議員。何君堯失去當然議員身份而轉戰本區，故何俊仁決定親身上陣競逐連任。然而何俊仁表明即使連任成功亦不再參加立法會選舉，政界傳出何並非中聯辦的重點打擊對象。除何君堯參選外，何俊仁亦要面對熱血公民鄭松泰挑戰，另外兩名候選人分別是自稱年輕支持真普選的張永偉及前美樂花園法團成員阮偉忠。而何俊仁上屆競爭對手沈錦添亦有參選，有傳選鄉事派不滿上屆何君堯搶去劉皇發鄉事委員會主席一職而阻止何當選。由於泛民建制互有內訌，本區一直成為重點，多家媒體舉辦選舉論壇。鄭松泰及阮偉忠向何俊仁作出狙擊，何俊仁則向何君堯作出狙擊。雖然鄉事派內鬨，但由於中聯辦下令不容許鄉事派為沈錦添拉票，加上鄭松泰分票下，何君堯以2,013票擊敗1,736票何俊仁，成功轉戰為直選議員。鄭松泰取得391票，其餘三名候選人得票幾十。何俊仁不能透過區議會（第二）功能組別參選立法會。此後由於何君堯經常以區議員身份公開發表爭議言論，不但引起市民不滿，更有網民矛頭直指鄭松泰鎅票使何君堯當選，做法離譜，而本次勝出被視為何君堯2016年當選立法會議員的踏腳石。
2019年區議會選舉，民主黨派出盧俊宇挑戰何君堯，本選區亦因為何君堯的爭議言行及何氏捲入7月元朗襲擊事件、何君堯被母校安格里亞魯斯金大學褫奪名譽博士學位等爭議，成為不少傳媒關注的重點。其中盧俊宇多次受到死亡恐嚇及跟蹤，盧及其義工於開設街站時，更曾多番被強扯上衣及呼喝，拳打腳踢，逾時至少一分鐘。盧曾報警處理，但警方未有正視。投票日前夕盧俊宇再次向傳媒披露，他持續收到不明來歷的電話轟炸，直指有關行為旨在影響其選舉工程，阻礙他與選民及傳媒接觸。投票日英國保守黨人權委員會委員裴倫德當面向何君堯表示有份促成「DQ」其博士學位。最後民主黨盧俊宇以3,839票勝出，擊敗獲得2,626票的何君堯，報稱無政治聯繫的蔣靖雯獲得56票。盧俊宇的勝出，更令民主黨成功收復前一屆被何君堯勝出的失地，而何君堯的8年區議員生涯（4年當然，4年直選）亦告終。2021年7月，因應政府計劃追討協助民主派初選區議員的酬金津貼傳聞所帶動的區議員辭職潮中，盧俊宇辭去區議員職務。

## 歷屆議員
| 屆別                 | 議員   | 政治聯繫 | 政治聯繫       |
| -------------------- | ------ | -------- | -------------- |
| 1994年－1999年       | 盧志雄 |          | 民主黨         |
| 2000年－2003年       | 何俊仁 |          | 民主黨         |
| 2004年－2007年       | 何俊仁 |          | 民主黨         |
| 2008年－2011年       | 何俊仁 |          | 民主黨         |
| 2012年－2015年       | 何俊仁 |          | 民主黨         |
| 2016年－2019年       | 何君堯 |          | 新界關注大聯盟 |
| 2020年－2021年7月7日 | 盧俊宇 |          | 民主黨         |
| 2021年7月8日－2023年 | 懸空   | 懸空     | 懸空           |

## 歷屆選舉結果
| 政党   | 政党                     | 候选人    | 票数  | %     | ±      |
| ------ | ------------------------ | --------- | ----- | ----- | ------ |
|        | 新界關注大聯盟/新 新論壇 | ①. 何君堯 | 2,626 | 40.27 | ▼5.92  |
|        | 民主黨                   | ②. 盧俊宇 | 3,839 | 58.87 | 不適用 |
|        | 獨立                     | ③. 蔣靖雯 | 56    | 0.86  | 不適用 |
| 多数票 | 多数票                   | 多数票    | 1,213 | 18.60 | ▲12.24 |

| 政党   | 政党           | 候选人    | 票数  | %     | ±      |
| ------ | -------------- | --------- | ----- | ----- | ------ |
|        | 新界關注大聯盟 | ①. 何君堯 | 2,013 | 46.19 | 不適用 |
|        | 無黨派         | ②. 阮偉忠 | 99    | 2.27  | 不適用 |
|        | 熱血公民       | ③. 鄭松泰 | 391   | 8.97  | 不適用 |
|        | 獨立           | ④. 張永偉 | 25    | 0.57  | 不適用 |
|        | 新界社團聯會   | ⑤. 沈錦添 | 94    | 2.16  | ▼38.24 |
|        | 民主黨         | ⑥. 何俊仁 | 1,736 | 39.83 | ▼11.48 |
| 多数票 | 多数票         | 多数票    | 277   | 6.36  | ▼4.55  |

| 政党   | 政党     | 候选人    | 票数  | %     | ±      |
| ------ | -------- | --------- | ----- | ----- | ------ |
|        | 人民力量 | ①. 陳偉業 | 303   | 8.29  | 不適用 |
|        | 民主黨   | ②. 何俊仁 | 1,876 | 51.31 | ▼10.15 |
|        | 獨立     | ③. 沈錦添 | 1,477 | 40.40 | 不適用 |
| 多数票 | 多数票   | 多数票    | 399   | 10.91 | ▼12.01 |

| 政党   | 政党   | 候选人    | 票数  | %     | ±      |
| ------ | ------ | --------- | ----- | ----- | ------ |
|        | 民主黨 | ①. 何俊仁 | 1,606 | 61.46 | ▼20.88 |
|        | 民建聯 | ②. 李錦文 | 1,007 | 38.54 | ▲20.88 |
| 多数票 | 多数票 | 多数票    | 599   | 22.92 | ▼41.76 |

| 政党   | 政党   | 候选人    | 票数  | %     | ±      |
| ------ | ------ | --------- | ----- | ----- | ------ |
|        | 民建聯 | ①. 江志雄 | 469   | 17.66 | 不適用 |
|        | 民主黨 | ②. 何俊仁 | 2,187 | 82.34 | ▲13.53 |
| 多数票 | 多数票 | 多数票    | 1,718 | 64.68 | ▲47.06 |

| 政党   | 政党   | 候选人    | 票数  | %     | ±      |
| ------ | ------ | --------- | ----- | ----- | ------ |
|        | 民主黨 | ①. 何俊仁 | 1,255 | 58.81 | ▲0.77  |
|        | 無黨派 | ②. 佘志強 | 879   | 41.19 | 不適用 |
| 多数票 | 多数票 | 多数票    | 376   | 17.62 | ▲1.54  |

| 政党   | 政党   | 候选人 | 票数  | %     | ±      |
| ------ | ------ | ------ | ----- | ----- | ------ |
|        | 民主黨 | 盧志雄 | 1,083 | 58.04 | 新選區 |
|        | 民建聯 | 張國偉 | 783   | 41.96 | 新選區 |
| 多数票 | 多数票 | 多数票 | 300   | 16.08 | 新選區 |

## 資料來源與註釋
1. ↑   (PDF).   [2020-02-25]. （原始内容存档 (PDF)于2018-01-24）.
2. ↑   (PDF).   [2019-12-20]. （原始内容 (PDF)存档于2020-08-20）.
3. ↑  . 2016立法會選舉網站.   [2016-09-25]. （原始内容存档于2020-08-12）.
4. ↑  . 立場新聞 Stand News.   [2019-10-25]. （原始内容存档于2019-10-26） （中文（香港））.
5. ↑  . Apple Daily 蘋果日報.   [2019-10-25]. （原始内容存档于2019-10-25）.
6. ↑  . Apple Daily 蘋果日報.   [2019-11-24]. （原始内容存档于2019-11-24）.
7. ↑  陳嘉洛. . 香港01. 2019-11-24  [2019-11-24]. （原始内容存档于2021-08-19） （中文（香港））.

## 外部連結
- 《香港選舉資料匯編：1982年-1994年》 雷競璇 沈國祥編 1995年出版 ISBN 962-441-519-6